# Defiance (Iowa)
Defiance – miasto w Stanach Zjednoczonych, w stanie Iowa, w hrabstwie Shelby. 

## Demografia
Zgodnie ze spisem statystycznym z 2000, miasto liczyło 346 mieszkańców. W 2023 liczba mieszkańców spadła do 245 osób, a gęstość zaludnienia poniżej 234 osób/km².